# Гераков, Павел Константинович
Павел Константинович Гераков (1842 — 1914) — член Санкт-Петербургской судебной палаты, сенатор.

## Биография
Из потомственных дворян Новгородской губернии. Сын полковника.
Окончил юридический факультет Санкт-Петербургского университета со степенью кандидата прав.
В 1864 году поступил на службу столоначальником в канцелярию санкт-петербургского обер-полицеймейстера и вскоре был назначен приставом следственных дел Московской части Санкт-Петербургской полиции. В 1866 году был назначен судебным следователем города Санкт-Петербурга, в 1868 году — временным судебным следователем при Санкт-Петербургском окружном суде для производства следствий по особо важным делам, а в 1871 году — членом Санкт-Петербургской судебной палаты. По Высочайшему повелению, неоднократно производил следствия по государственным преступлениям и ревизии мировых судебных установлений различных округов.
25 апреля 1901 года назначен сенатором, присутствующими в Уголовном кассационном департаменте Правительствующего Сената, с производством в тайные советники. В 1911 году на него, по Высочайшему повелению, возложено было председательствование в судебном разбирательстве по делу бывшего московского градоначальника генерал-майора А. А. Рейнбота. С 1897 года беспрерывно состоял почетным мировым судьей по Крестецкому уезду Новгородской губернии. Имел все ордена до ордена Св. Владимира 2-й степени включительно.
Скончался в 1914 году в родовом имении «Забереньи».

## Семья
Был женат на дочери полковника Вере Дмитриевне Осоргиной. Их дети: Сергей (1883—?) и Екатерина (1884—?).